# 양양 낙산사 해수관음공중사리탑·비 및 사리장엄구 일괄
양양 낙산사 해수관음공중사리탑·비 및 사리장엄구 일괄(襄陽 洛山寺 海水觀音空中舍利塔·碑 및 舍利莊嚴具 一括)은 강원특별자치도 양양군 강현면 낙산사에 있는 조선시대의 승탑이다. 2011년 11월 1일 대한민국의 보물 제1723호로 지정되었다.

## 개요
양양 낙산사 공중사리탑은 예술적인 측면으로만 보자면 일급의 석조물이라고 말하기는 어렵다. 그러나 다음의 몇 가지 사실은 충분히 주목할 만하다.
첫째, 건립의 절대연대가 1692년으로 밝혀져 비슷한 시기의 승탑을 비롯한 관련 석조물의 편년에 소중한 준거가 된다는 점에서 소중하다.
둘째, 매우 드물게 현존하는 이른바 승탑형 불사리탑의 새로운 예가 추가되었다는 점도 평가할 만하다.
셋째, 양식적으로나 세부에 있어서나 조선시대 왕릉의 장명등과 유사성이 다분하여 양자 사이의 교류 관계, 나아가 절집 석조물과 그 밖의 석조물의 양식적인 영향 관계를 살필 수 있는 단초를 제공한다는 점에서 그 중요성을 인정할 수 있다.
양양 낙산사 공중사리비는 그 자체만으로는 조선후기 석비의 일반적인 형태를 크게 벗어나지 않아 독자적인 가치를 인정하기 어렵다. 그러나 공중사리탑과 그 안에서 수습된 사리장엄구와 아울러 생각한다면 이 비의 가치는 배가된다. 왜냐하면 이들은 모두 불사리를 모시려는 목적 아래 만들어진 일관 유물일 뿐만 아니라, 상호보완적인 기능과 의미를 지니고 있기 때문이다. 특히 비문의 내용이 사리장엄구의 일부를 이루는 문서 내용과 일치한다는 사실은 공중사리탑, 공중사리비, 사리장엄구가 이런 관계 속에 존재함을 잘 보여주고 있다고 하겠다.
공중사리탑에서 수습된 사리장엄구 일괄은 인위적인 손상 없이 처음 매납된 상태 그대로 수습되어 학술적인 가치가 높다. 그리하여 조선후기에 접어들 무렵까지도 사리병―금합―은합―동합의 순으로 매납용 사리기를 제작하여 그 안에 사리를 안치하는 전통적인 사리 장엄 방식이 그대로 유지되고 있음을 보여주는 실례로써 주목에 값한다. 또한 사리장엄구의 일부로 수습된 비단 보자기 11점은 그 양호한 상태, 색채의 선명성, 무늬의 다양성 등을 통해 우리나라 직물사 연구에 커다란 기여를 할 수 있는 소중한 가치를 지닌다.
무엇보다도 이들 세 가지 유물, 즉 공중사리탑과 공중사리비와 사리장엄구 일괄은 관련 유물 가운데 어느 하나 결실되지 않고 고스란히 온존하고 있다는 사실이 중요하다. 이렇게 관련 유물이 갖추어진 형태로 전해지는 경우가 매우 드물기 때문에 그러하다. 따라서 이들은 낱낱의 유물이 지니는 가치도 적지 않지만 함께 보존되고 관리될 때 그 의미가 한층 강화될 것이다.

## 같이 보기
- 낙산사

## 참고 자료
- 양양 낙산사 해수관음공중사리탑·비 및 사리장엄구 일괄 - 국가유산청 국가유산포털